# Каннонкоскі
Каннонкоскі (фін. Kannonkoski) — громада в провінції Центральна Фінляндія, Фінляндія. Загальна площа території — 549,62 км², з яких 104,87 км² — вода. 
Муніципалітетом було розпочато будівництво реабілітаційного центру для людей з психічними розладами . 

## Демографія
На 31 січня 2011 в громаді Каннонкоскі проживало 1570 особи: 803 чоловіків і 767 жінок. 
Фінська мова є рідною для 98,92% жителів, шведська — для 0,13%. Інші мови є рідними для 0,95% жителів громади. 
Віковий склад населення: 
- до 14 років — 14,65%
- від 15 до 64 років — 56,62%
- від 65 років — 29,17%

Зміна чисельності населення за роками:  
| Рік  | Чисельність |
| ---- | ----------- |
| 1980 | 2201        |
| 1990 | 1947        |
| 2000 | 1741        |
| 2010 | 1577        |
| 2011 | 1570        |